# Stupeň Fahrenheita
Stupeň Fahrenheita (značka °F) je jednotka teploty pojmenovaná po německém fyzikovi Gabrielu Fahrenheitovi. Dnes se používá převážně v USA.
Vychází ze dvou základních referenčních hodnot. Teplota 0 °F je nejnižší teplota, jaké se podařilo Fahrenheitovi dosáhnout (roku 1724) smícháním chloridu amonného, vody a ledu (přibližně -17,78 °C) a teplota 98 °F (přibližně 36,67 °C) je normální tělesná teplota člověka. Později byly referenční hodnoty upraveny na 32 °F pro bod mrazu vody a 212 °F bod varu vody. Tyto referenční hodnoty dělí na Fahrenheitově teplotní stupnici 180 stupňů, v případě stupnice Kelvinovy a Celsiovy 100 stupňů, tudíž jeden stupeň na Fahrenheitově teplotní škále lze odečíst jako 5/9 kelvinu nebo stupně Celsia.

## Rozšíření

Země používající stupeň Fahrenheita.
Země používající jak stupeň Fahrenheita, tak stupeň Celsia.
Země používající stupeň Celsia.

Dnes se Fahrenheitova stupnice oficiálně používá v USA, jeho závislých územích (např. Portoriko, Guam), Libérii, Belize a Kajmanských ostrovech. Dále se v omezené míře používá v Kanadě a ve velmi omezené míře na Britských ostrovech.

## Přepočet na jiné stupně

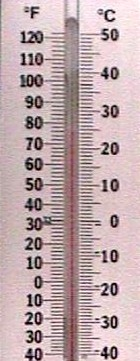
Fahrenheitova a Celsiova stupnice

### Kelvinova stupnice
{\displaystyle K={\frac {5(F+459{,}67)}{9}}},
{\displaystyle F={\frac {9K}{5}}-459{,}67},
kde K je teplota v kelvinech, F je teplota ve stupních Fahrenheita.

### Celsiova stupnice
{\displaystyle C={\frac {5(F-32)}{9}}},
{\displaystyle F={\frac {9C}{5}}+32},
kde C je teplota ve stupních Celsia, F je teplota ve stupních Fahrenheita.

### Réaumurova stupnice
{\displaystyle R={\frac {4(F-32)}{9}}},
{\displaystyle F={\frac {9R}{4}}+32},
kde R je teplota ve stupních Réaumura, F je teplota ve stupních Fahrenheita.